# Basista
Basista est une municipalité de la province de Pangasinan, aux Philippines.

## Démographie
En 2020, la population était de 37 679 habitants.